# Stephen Bassett
Stephen Bassett (ur. 27 marca 1995 w Knoxville) – amerykański kolarz szosowy.

## Osiągnięcia
Opracowano na podstawie:

2013
- 2. miejsce w mistrzostwach Stanów Zjednoczonych juniorów (start wspólny)

2019
- 1. miejsce w Joe Martin Stage Race
  - 1. miejsce w klasyfikacji punktowej
  - 1. miejsce na 1. i 3. etapie
- 2. miejsce w mistrzostwach Stanów Zjednoczonych (start wspólny)
- 1. miejsce na 2. etapie Tour de Hokkaido

2022
- 1. miejsce w klasyfikacji górskiej Arctic Race of Norway

## Rankingi
| Rok              | 2015 | 2016 | 2017  | 2018 | 2019 | 2020 | 2021  | 2022  | 2023  | 2024  |
| ---------------- | ---- | ---- | ----- | ---- | ---- | ---- | ----- | ----- | ----- | ----- |
| World Ranking    |      | -    | 2156. | -    | 582. | -    | 1819. | 2217. | 2342. | 2848. |
| UCI America Tour | 266. | -    | 299.  | -    | 63.  | -    | 300.  | 360.  | -     | -     |
|                  |      |      |       |      |      |      |       |       |       |       |
| Źródło: UCI      |      |      |       |      |      |      |       |       |       |       |